# Jürg Rohrbach
Jürg Adrian Rohrbach (* 16. Juli 1931) ist ein ehemaliger Schweizer Eisschnellläufer.
Rohrbach, der für den ISC Davos startete, nahm von 1953 bis 1961 an nationalen Wettbewerben teil und errang bei der Mehrkampfeuropameisterschaft 1954 in Davos den 27. Platz im Grossen Vierkampf. In der Saison 1954/55 belegte er bei der Mehrkampfeuropameisterschaft 1955 in Falun den 38. Platz und bei der Mehrkampfweltmeisterschaft 1955 in Moskau den 43. Rang im Grossen Vierkampf. Bei seiner einzigen Teilnahme an Olympischen Winterspielen im Januar 1956 in Cortina d’Ampezzo lief er auf den 46. Platz über 1500 m und auf den 39. Rang über 5000 m. Bei Schweizer Meisterschaften siegte er von 1954 bis 1958 fünfmal in Folge im Mehrkampf und errang im Jahr 1952 den dritten sowie im Jahr 1953 den zweiten Platz.

## Persönliche Bestleistungen
| Disziplin | Zeit        | Datum           | Ort                  |
| --------- | ----------- | --------------- | -------------------- |
| 500 m     | 45,0 s      | 4. Januar 1958  | Davos                |
| 1000 m    | 1:47,8 min  | 20. Januar 1959 | Davos                |
| 1500 m    | 2:21,0 min  | 25. Januar 1958 | Davos                |
| 3000 m    | 4:59,8 min  | 25. Januar 1958 | Davos                |
| 5000 m    | 8:35,5 min  | 25. Januar 1958 | Davos                |
| 10.000 m  | 18:42,4 min | 31. Januar 1953 | Madonna di Campiglio |